# How Ya Doin'?
How Ya Doin'? é o quarto e último single do álbum de estúdio da girl group britânica Little Mix, com participação da rapper estadunidense Missy Elliott.

## Antecedentes e produção
Depois de serem o primeiro grupo a ganhar o The X Factor em 2011, e alcançar a primeira posição na parada musical do Reino Unido com "Cannonball", o grupo começou a gravar "How Ya Doin?" quando estavam na "The X Factor Tour" no Reino Unido. Little Mix co-escreveu a canção junto com Shaznay Lewis, da girlgroup inglês-canadense All Saints e o produtor da música, Future Cut.

## Lançamento
Após lançarem o terceiro single do álbum de estreia, DNA, "Change Your Life", 
Little Mix desejou lançar "How Ya Doin?" como quarto single do álbum de estreia, DNA, mas com uma estratégia de marketing diferente de seu terceiro single. Em uma entrevista com Robert Copsey do Digital Spy, Jade Thirwall mencionou "Foi complicado com "Change Your Life" porque um monte de fãs já tinham-o do álbum, é dificil de empurrar canções que já estavam disponíveis por meses, já com "How Ya Doin?", é um pouco diferente." O grupo estava ansioso com a pista de aparição de um novo artista para a gravação. Jesy Nelson falou para Jocelyn Vena do MTV News, 
"Nós queríamos mudar um pouco e torná-la um pouco mais funky, e apenas dar algo um pouco diferente" e acrescentou "E mais, nós nunca tivemos uma colaboração em nossos singles, uma oportunidade de ter uma colaboração com uma rapper americana Missy Elliott em "How Ya Doin?"". Falando com Clemmie Moodie do Daily Mirror, Jesy fala, "Assim que pensei que poderia haver uma chance de Missy Elliott fazer uma colaboração, nós fizemos literalmente tudo para isso realmente acontecer." Uma colaboração entre o quarteto e Missy Elliott foi organizado pela equipe A&R de Little Mix.
 

Apesar de cantar, Missy nunca se encontrou com Little Mix para a colaboração, Missy co-escreveu e cantou sua parte na canção nos Estados Unidos em 2013. Missy Elliott é considerado um ídolo para Little Mix e sua colaboração na música foi recebida pelo grupo com choque. A versão single de "How Ya Doin?" foi premiada no Capital FM em 27 de março de 2013, após da estreia, a versão foi recebida com louvor dos fãs do grupo que comemoraram no Twitter, no qual chamaram a canção de "perfeita".

"Ter Missy Elliott em nossa música literalmente significa tudo para nós. Ela tem sido meu ídolo desde quando eu era pequena, eu literalmente adoro ela, e a cada entrevista que perguntavam com quem eu queria colaborar, eu sempre falei Missy Elliott. Nós todas queríamos trabalhar com ela, ela é uma lenda. E algo que você sonha, que você nunca pensou que poderia se realizar, e se realizou. Eu chorei, nós ficamos em choque. Simplesmente só de ouvir ela e ver ela nós ouvimos o rap pela primeira vez, eu chorei.

— Jesy Nelson falando com Joanne Dorken do MTV News UK sobre a colaboração com Missy Eliott na canção.

## Performances ao vivo
Little Mix performou "How Ya Doin?" pela primeira vez no Chatty Man em 3 de Maio de 2013, no Sunday Brunch em 5 de Maio e no Daybreak no dia 9 de Maio. O grupo também cantou a música no MTV Live Session, e em um programa francês, Le Grand Journal.

## Videoclipe
O videoclipe de "How Ya Doin?" foi dirigido por Carly Cussen, a filmagem ocorreu em Março de 2013 em Londres. Little Mix lançou algumas teasers do vídeo e fez uma contagem regressiva para a data de lançamento. Elas descreveram o vídeo como "bem colorido,bem antigo"  e com "muita dança". O vídeo foi postado no dia 4 de Abril de 2013 na conta oficial da banda na VEVO. O vídeo mostra o grupo com diferentes roupas em cada set enquanto cantam e dançam. Missy Elliott aparece com um traje laranja com diamantes durante a execução de seu rap através de um telefone,e o cortando no final de sua aparição no clipe.

## Desempenho nas paradas musicais
| Tabela Musical (2013)             | Melhor posição |
| --------------------------------- | -------------- |
| Austrália - ARIA Singles Chart    | 29             |
| Bélgica - Ultratop 40 Flanders    | 32             |
| Escócia - Scottish Singles Chart  | 16             |
| Eslovênia - Rádio Top 100         | 61             |
| França - SNEP                     | 66             |
| Hungria - Rádiós Top 40           | 3              |
| Hungria - Hungarian Airplay Chart | 52             |
| Irlanda - IRMA                    | 26             |
| Países Baixos - Single Top 100    | 91             |
| Reino Unido - UK Singles Chart    | 16             |
| Chéquia - IFPI                    | 92             |

## Certificações
| País (Empresa)   | Certificações | Vendas |
| ---------------- | ------------- | ------ |
| Austrália (ARIA) | Ouro          | 35,000 |

## Histórico de Lançamento
| País        | Data                | Formato          | Gravadora |
| ----------- | ------------------- | ---------------- | --------- |
| Reino Unido | 27 de Março de 2013 | Rádios Airplay   | Syco      |
| Reino Unido | 17 de Abril de 2013 | Download digital | Syco      |